# Thiers communauté
La communauté de communes Thiers Communauté était une ancienne communauté de communes française, située dans le département du Puy-de-Dôme en région Auvergne-Rhône-Alpes.

## Historique
La loi no 2015-991 du 7 août 2015 portant nouvelle organisation territoriale de la République, dite loi NOTRe, impose aux établissements publics de coopération intercommunale à fiscalité propre, une population minimale de 15 000 habitants, avec des dérogations, sans pour autant descendre en dessous de 5 000 habitants. Avec une population municipale de 15 084 habitants en 2012, Thiers communauté peut se maintenir. Toutefois, le projet de schéma départemental de coopération intercommunale (SDCI) du Puy-de-Dôme, dévoilé en octobre 2015, propose la fusion avec les communautés de communes Entre Allier et Bois Noirs, de la Montagne Thiernoise et du Pays de Courpière pour 2017, afin de « rassembler sur un territoire de vie cohérent plus de 38 000 habitants avec Thiers, […] comme ville-centre, avec une réelle cohérence spatiale, sociale et économique ».
Le périmètre proposé n'est pas modifié à la suite de l'adoption du SDCI en mars 2016.
Un arrêté préfectoral du 12 décembre 2016 prononce la fusion de ces quatre communautés de communes ; la nouvelle structure intercommunale prend le nom de « communauté de communes Thiers Dore et Montagne ».

## Territoire communautaire

### Géographie
L'intercommunalité se situe au nord-est du département du Puy-de-Dôme. Avant le redécoupage des cantons du département de 2014, son territoire regroupait les trois communes du canton de Thiers ainsi que Saint-Rémy-sur-Durolle, chef-lieu de son canton. Depuis cette modification territoriale, les quatre communes font partie du même canton de Thiers.
Elle jouxte les communautés de communes Entre Allier et Bois Noirs au nord, de la Montagne Thiernoise à l'est, du Pays de Courpière au sud et Entre Dore et Allier à l'ouest.
Le territoire communautaire est desservi par l'autoroute A89 reliant Bordeaux et Clermont-Ferrand à Lyon, avec un échangeur (no 29), ainsi que par les routes départementales 2089 (ancienne route nationale 89) traversant d'est en ouest la commune de Thiers, 400 et 906 desservant l'est du département et offrant l'accès autoroutier.

### Composition
Elle regroupe quatre communes :
| Nom                    | Code Insee | Gentilé   | Superficie (km2) | Population (dernière pop. légale) | Densité (hab./km2) |
| ---------------------- | ---------- | --------- | ---------------- | --------------------------------- | ------------------ |
| Thiers (siège)         | 63430      | Thiernois | 44,49            | 11 588 (2014)                     | 260                |
| Dorat                  | 63138      | Dorachons | 17,26            | 713 (2014)                        | 41                 |
| Escoutoux              | 63151      | Escoutois | 27,40            | 1 365 (2014)                      | 50                 |
| Saint-Rémy-sur-Durolle | 63393      | Sanrémois | 18,17            | 1 766 (2014)                      | 97                 |

### Démographie
| 1968   | 1975   | 1982   | 1990   | 1999   | 2008   | 2013   |
| ------ | ------ | ------ | ------ | ------ | ------ | ------ |
| 19 711 | 19 626 | 19 288 | 18 461 | 16 969 | 15 816 | 15 157 |

## Administration

### Siège
La communauté de communes siège à Thiers.

### Les élus
La communauté de communes est gérée par un conseil communautaire composé de dix-sept membres représentant chacune des communes membres.
Ils sont répartis comme suit : huit élus pour Thiers et trois pour les trois autres communes.

### Présidence
Le président de la communauté de communes est Abdelhraman Meftah, premier adjoint au maire de Thiers, élu le 19 avril 2014 ; le premier vice-président est Philippe Ossedat, maire de Saint-Rémy-sur-Durolle. Abdelhraman Meftah a succédé à Thierry Déglon (2008-2014), lui-même successeur de Daniel Berthucat (2001-2008)[réf. incomplète].

### Compétences
- Développement économique (obligatoire)
- Aménagement de l'espace (obligatoire)
- Environnement et cadre de vie : collecte et traitement des déchets ménagers et assimilés
- Développement et aménagement social et culturel
- Voirie
- Développement touristique
- Politique du logement social et non social

### Régime fiscal et budget
Fiscalité additionnelle.

### Sources
- « CC Thiers Communauté » dans la base nationale sur l'intercommunalité (consulté le 5 décembre 2015).